# Carlo Martinato
Carlo Enrico Martinato (Udine, 6 giugno 1906 – Roma, 11 luglio 1998) è stato un dirigente d'azienda e divulgatore scientifico italiano, pioniere dell'astrofilia italiana.
L'ing. Carlo Enrico Martinato, fu nominato Commissario e Direttore Generale Italcable dalla Commissione alleata di controllo nel 1944, con la Liberazione di Roma. Nel 1945 fu nominato Direttore Generale (e rimase tale per 26 anni) e Amministratore Delegato fino al 1971, rimanendo poi Presidente Onorario. Cavaliere del Lavoro dal 1974 nel settore Industria e Telecomunicazione, diresse la ricostruzione della società, recuperando anzitutto gli impianti sequestrati dalle forze alleate, ricostituendo l'amministrazione regolare, adottando e impiantando i più moderni sistemi di telecomunicazioni fino a portare la Italcable al rango delle maggiori aziende mondiali. È stato tra i firmatari dell'accordo tra l'Italia e l'Intelsat per la realizzazione delle prime stazioni terrestri per le telecomunicazioni spaziali via satellite che diedero vita alla società Telespazio nel 1961. Nel 1965 elaborò e concluse la complessa operazione che portava la società Italcable S.p.A. nell'ambito del Gruppo IRI STET in armonia con le leggi vigenti in materia di telecomunicazioni.
Fu tra i soci fondatori del Consiglio Direttivo dell'Associazione Pro Scientia che venne costituita a Roma il 10 marzo 1946; negli anni settanta accettò la carica di Presidente dell'Associazione Astrofili Romana (AAR). Astronomo per passione, è stato Presidente dell'ASTRIS (Associazione Astrofili del Gruppo Telecom Italia), ha pubblicato vari articoli sulla rivista specializzata Coelvm edita dall'Osservatorio astronomico dell'Università di Bologna a partire dagli anni trenta. Tra gli articoli scritti: "La scissione dei nuclei delle comete" e "Orbite di satelliti artificiali".
Presidente del Rotary Club Roma nel 1969
È morto a Roma, all'età di 92 anni, l'11 luglio 1998.